# Secret mortel (téléfilm, 1997)
Pour plus de détails, voir Fiche technique et Distribution.
Secret mortel ou L'ultime rendez-vous (The Killing Secret) est un téléfilm américain réalisé par Noel Nosseck, diffusé en 1997.

## Synopsis
Greg sort avec deux filles, l'une de son milieu, Nicole, l'autre d'un quartier pauvre, Emily. Emily se dit enceinte : Greg panique et l'assassine. Après une longue enquête, on découvre un coupable, un type un peu original. Mais un indice trouble Nicole : va-t-elle pouvoir de nouveau faire confiance à celui qui l'a ainsi trompée ?

## Fiche technique
- Scénario : Rob Fresco
- Production : Robert Greenwald Productions
- Pays d'origine :  États-Unis
- Langue originale : anglais
- Format : couleur — 1,33:1 — son stéréo
- Genre : drame
- Durée : 90 minutes (1 h 30)

## Distribution
- Ari Meyers (VF : Barbara Tissier) : Nicole Voss
- Soleil Moon Frye (VF : Odile Schmitt) : Emily DeCapprio
- Mark Kassen (VF : Fabrice Josso) : Greg Dunleavy
- John O'Hurley : Ted Dunleavy
- Cindy Pickett : Mrs. Voss
- Erika Flores (VF : Marie-Eugénie Maréchal) : Sharon
- Todd Rulapaugh (VF : Ludovic Baugin) : P.J.
- Tess Harper (VF : Anne Deleuze) : Tina DeCapprio
- Rasool J'Han : Kim
- Sean Bridgers : Aaron Clemens
- Ben Epps (VF : Jean-Paul Pitolin) : inspecteur Bill Rodlauer
- Lorri Lindberg : inspecteur Connie Lang
- Joanna Canton : Stacy